# آلن بیردز
آلن بیردز (انگلیسی: Alan Beards؛ زادهٔ ۱۹ اکتبر ۱۹۳۲) بازیکن فوتبال اهل بریتانیا است.
از باشگاه‌هایی که در آن بازی کرده‌است می‌توان به باشگاه فوتبال استوک‌پورت کانتی، باشگاه فوتبال بولتون واندررز، باشگاه فوتبال گرنثم تاون، و باشگاه فوتبال سوئیندون تاون اشاره کرد.